# Tatsuo Saitō
Pour les articles homonymes, voir Tatsuo.
Tatsuo Saitō (斎藤達雄, Saitō Tatsuo) est un acteur et réalisateur japonais, né le 10 juin 1902 à Tokyo où il est mort le 2 mars 1968.

## Biographie
La base de données JMDb mentionne la participation de Tatsuo Saitō à deux-cent-soixante-et-un films (majoritairement japonais, plus quelques films américains ou coproductions) comme acteur, à partir de 1925 (donc pendant la période du muet) et jusqu'en 1967. En particulier, il tourne à de nombreuses reprises pour le réalisateur Yasujirō Ozu, la première fois en 1928, la dernière fois en 1950, avec Les Sœurs Munakata. Il contribue également à plusieurs films d'Heinosuke Gosho et d'Hiroshi Shimizu, entre autres. Parmi ses films américains, son plus connu est Lord Jim de Richard Brooks, sorti en 1965, où il interprète le vieil artilleur Du-Ramin (un de ses derniers rôles), aux côtés de Peter O'Toole dans le rôle-titre.
Toujours selon la JMDb, Tatsuo Saitō est en outre le réalisateur de cinq films, trois sortis en 1953 (dont un aussi comme scénariste), les deux autres sortis en 1957.

## Filmographie sélective

### Comme acteur

#### Années 1920

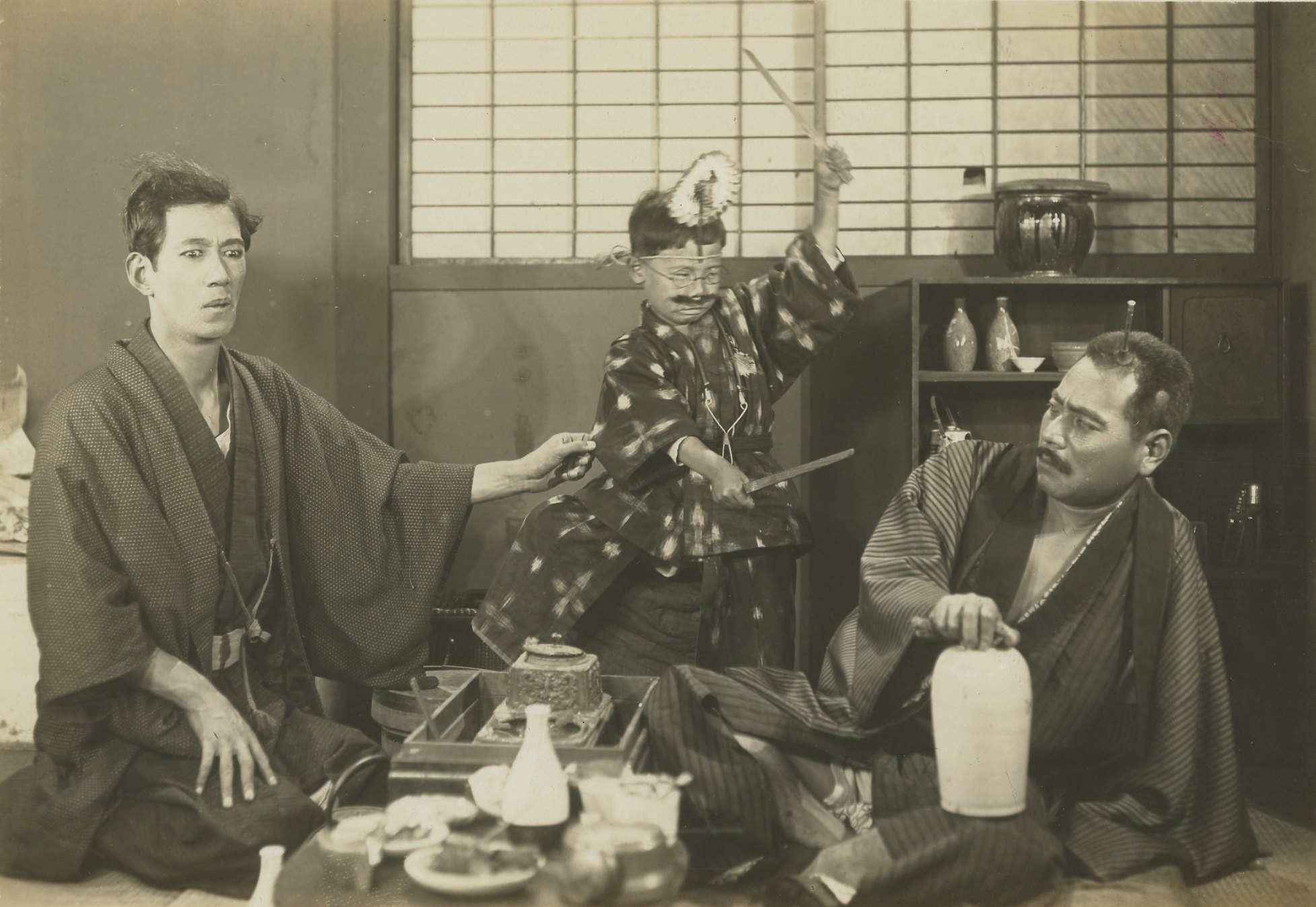
Tatsuo Saitō, Tomio Aoki et Takeshi Sakamoto dans Le Galopin (1929).

- 1926 : 300 lieues à la recherche de la mère (母を尋ねて三百里, Haha o tazunete sanbyakuri?) de Tomotaka Tasaka
- 1928 : Rêves de jeunesse (若人の夢, Wakodo no yume?) de Yasujirō Ozu : Chōkichi Okada
- 1928 : Femme perdue (女房紛失, Nyobo funshitsu?) de Yasujirō Ozu : Jōji
- 1928 : La Citrouille (カボチャ, Kabocha?) de Yasujirō Ozu : Tōsuke Yamada
- 1928 : Un corps magnifique (肉体美, Nikutaibi?) de Yasujirō Ozu : Ichirō Takai
- 1929 : Jours de jeunesse (学生ロマンス 若き日, Gakusei romance: Wakaki hi?) de Yasujirō Ozu
- 1929 : Le Roi du village (村の王者, Mura no ōja?) de Hiroshi Shimizu (court métrage)
- 1929 : Un père et son fils (親父とその子, Oyaji to sono ko?) de Heinosuke Gosho
- 1929 : La Vie d'un employé de bureau (会社員生活, Kaishain seikatsu?) de Yasujirō Ozu
- 1929 : La Ballade de l'amour (恋慕小唄, Renbo kouta?) de Hiroshi Shimizu
- 1929 : Le Galopin (突貫小僧, Tokkan kozō?) de Yasujirō Ozu (court métrage)

#### Années 1930

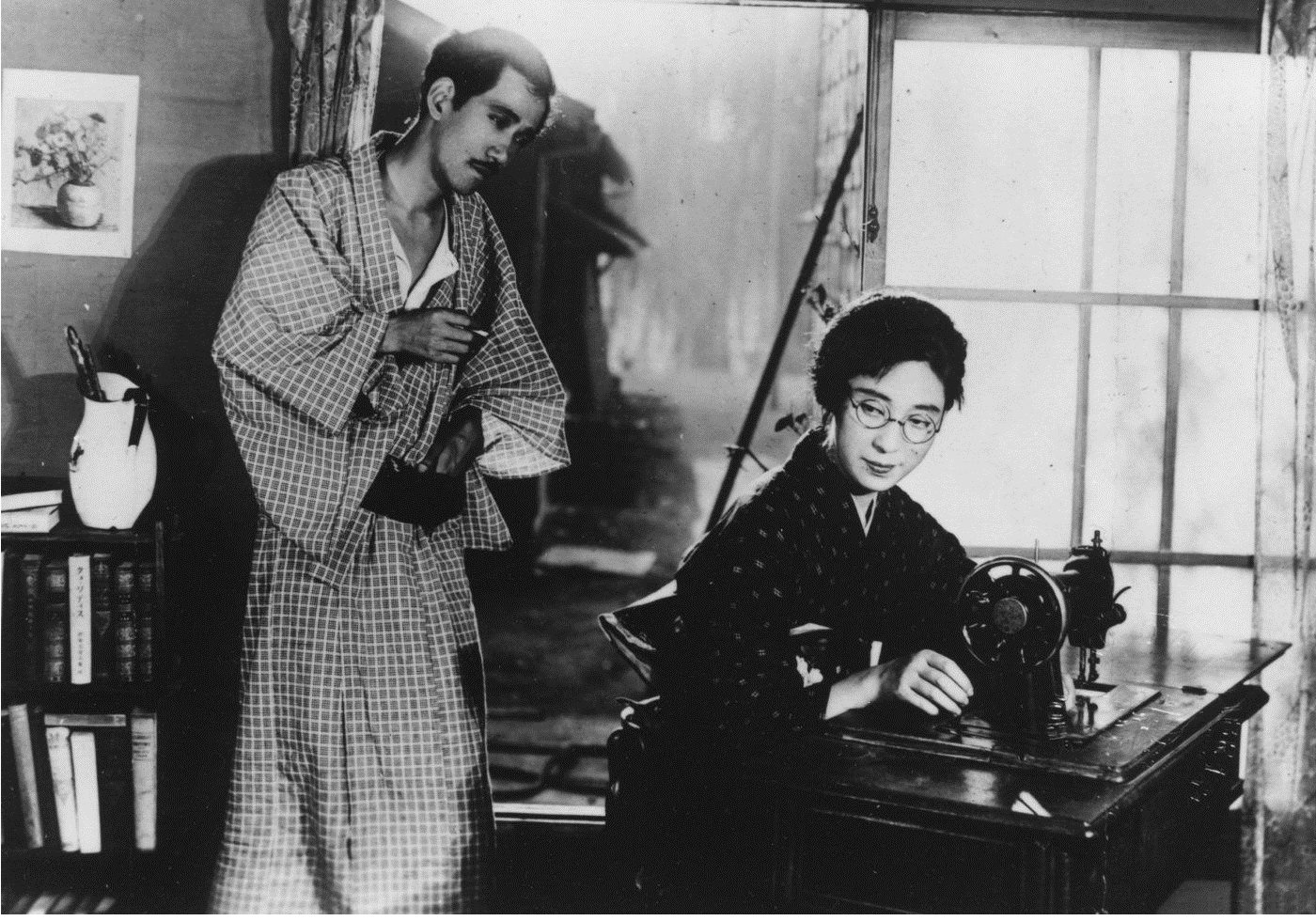
Tatsuo Saitō et Mitsuko Yoshikawa dans La chance a touché mes jambes (1930).

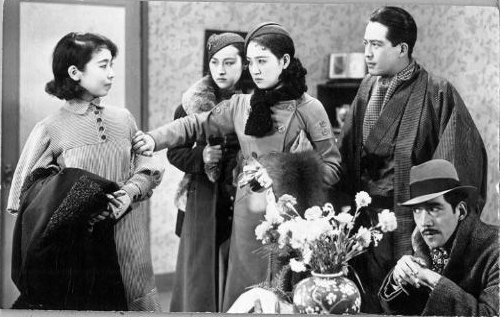
De gauche à droite : Junko Matsui, Yumeko Aizome, Hiroko Kawasaki, Den Obinata et Tatsuo Saitō dans La Ville des flammes de la passion (1934).

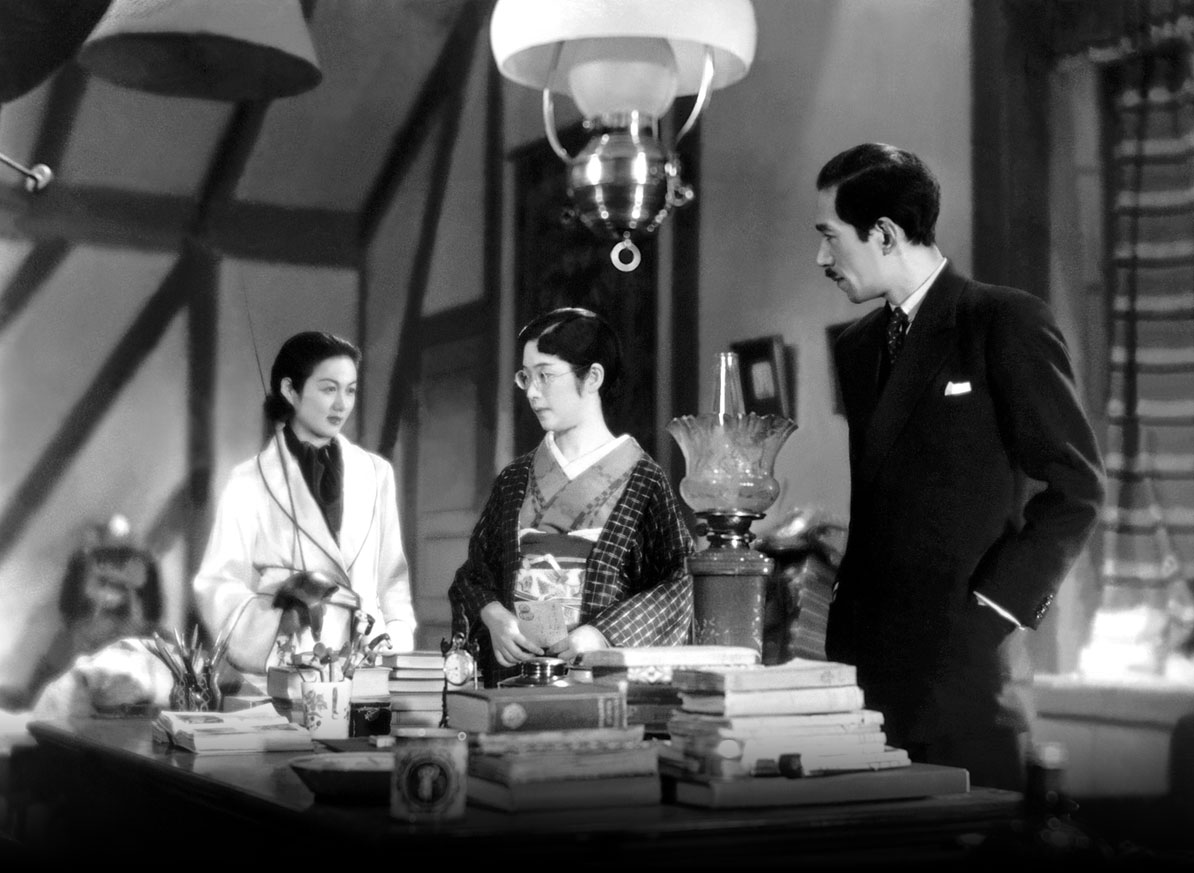
Michiko Kuwano, Sumiko Kurishima et Tatsuo Saitō dans Qu'est-ce que la dame a oublié ? (1937).

- 1930 : Introduction au mariage (結婚学入門, Kekkongaku nyūmon?) de Yasujirō Ozu : Mitsuo Kitamiya
- 1930 : J'ai été recalé, mais... (落第はしたけれど, Rakudai wa shitakeredo?) de Yasujirō Ozu
- 1930 : L'Épouse de la nuit (その夜の妻, Sono yo no tsuma?) de Yasujirō Ozu : le docteur Suda
- 1930 : Une vie souriante (微笑む人生, Hohoemu jinsei?) de Heinosuke Gosho
- 1930 : L'Esprit vengeur d'Éros (エロ神の怨霊, Eroshin no onryo?) de Yasujirō Ozu (court métrage)
- 1930 : La chance a touché mes jambes (足に触った幸運, Ashi ni sawatta koun?) de Yasujirō Ozu : Kōtarō Furukawa
- 1930 : Mademoiselle (お嬢さん, Ojosan?) de Yasujirō Ozu
- 1931 : La Dame et le Barbu (淑女と髯, Shukujo to hige?) de Yasujirō Ozu
- 1931 : La Voie lactée (銀河, Ginga?) de Hiroshi Shimizu
- 1931 : Les Malheurs de la beauté (美人と哀愁, Bijin aishu?) de Yasujirō Ozu
- 1931 : Le Chœur de Tokyo (東京の合唱, Tōkyō no kōrasu?) de Yasujirō Ozu
- 1932 : Le printemps vient des femmes (春は御婦人から, Haru wa gofujin kara?) de Yasujirō Ozu
- 1932 : Gosses de Tokyo (大人の見る絵本 生れてはみたけれど, Otona no miru ehon: Umarete wa mita keredo?) de Yasujirō Ozu
- 1932 : Taiyo wa higashi yori (太陽は東より?) de Sessue Hayakawa
- 1932 : Où sont les rêves de jeunesse ? (青春の夢いまいづこ, Seishun no yume imaizuko?) de Yasujirō Ozu
- 1932 : Chūshingura - Zempen : Akahokyō no maki (忠臣蔵 前篇 赤穂京の巻?) de Teinosuke Kinugasa
- 1933 : Les Rêves de la jeune fille mariée (花嫁の寝言, Hanayome no negoto?) de Heinosuke Gosho
- 1933 : Jeunes filles japonaises sur le port (港の日本娘, Minato no Nihon musume?) de Hiroshi Shimizu : Miura
- 1933 : Rêves de chaque nuit (夜ごとの夢, Yogoto no yume?) de Mikio Naruse
- 1933 : Le Jeune Universitaire I (大学の若旦那, Daigaku no wakadanna?) de Hiroshi Shimizu
- 1934 : La Ville des flammes de la passion (情炎の都市, Jōen no toshi?) de Yasujirō Shimazu
- 1935 : Rêve de jeune marié (花婿の寝言, Hanamuko no negoto?) de Heinosuke Gosho
- 1935 : Vivre dans l'aisance (左うちわ, Hidari uchiwa?) de Heinosuke Gosho
- 1935 : L'Épanouissement du printemps (若旦那 春爛漫, Wakadanna haruranman?) de Hiroshi Shimizu
- 1935 : Le Fardeau de la vie (人生のお荷物, Jinsei no onimotsu?) de Heinosuke Gosho
- 1935 : Okoto et Sasuke (春琴抄 お琴と佐助, Shunkinsho: Okoto to Sasuke?) de Yasujirō Shimazu
- 1936 : Le collège est un endroit agréable ou Tokyo est un endroit agréable (大学よいとこ, Daigaku yoitoko?) de Yasujirō Ozu
- 1936 : Le Nouveau Chemin : Akemi (新道前篇, Shindo: Zempen Akemi no maki?) de Heinosuke Gosho
- 1936 : Le Nouveau Chemin : Ryota (新道　後篇良太の巻, Shindo: Kohen Ryota no maki?) de Heinosuke Gosho
- 1936 : Réunion de famille (家族会議, Kazoku kaigi?) de Yasujirō Shimazu
- 1937 : La Chanson du panier à fleur (花籠の歌, Hana-kago no uta?) de Heinosuke Gosho
- 1937 : Qu'est-ce que la dame a oublié ? (淑女は何を忘れたか, Shukujo wa nani o wasureta ka?) de Yasujirō Ozu
- 1937 : Les Trois Prétendants (婚約三羽烏, Konyaku sanbagarasu?) de Yasujirō Shimazu
- 1938 : La Mère et l'Enfant (母と子, Haha to ko?) de Minoru Shibuya : Okabe
- 1938 : Katsura, l'arbre de l'amour (愛染かつら, Aizen katsura?) de Hiromasa Nomura : Okajima
- 1939 : Zoku aizen katsura (続愛染かつら?) de Hiromasa Nomura : Okajima
- 1939 : Aizen katsura: Kanketsu-hen (愛染かつら 完結篇?) de Hiromasa Nomura : Okajima
- 1939 : Courant chaud (暖流, Danryū?) de Kōzaburō Yoshimura : Yasuhiko Shima

#### Années 1940
- 1941 : Les Frères et Sœurs Toda (戸田家の兄妹, Todake no kyodai?) de Yasujirō Ozu
- 1941 : Pour une épingle à cheveux (簪, Kanzashi?) de Hiroshi Shimizu : le professeur Katada
- 1945 : Le Chant de la victoire (必勝歌, Hisshoka?) de Masahiro Makino, Kenji Mizoguchi, Hiroshi Shimizu et Tomotaka Tasaka
- 1948 : Les fantômes meurent à l'aube (幽霊暁に死す, Yūrei akatsuki ni shisu?) de Masahiro Makino
- 1948 : Ōshō, le joueur d'échecs (王将, Ōshō?) de Daisuke Ito

#### Années 1950
- 1950 : Les Sœurs Munakata (宗方姉妹, Munekata kyōdai?) de Yasujirō Ozu
- 1951 : Tokyo File 212 de Dorrell McGowan et Stuart E. McGowan
- 1952 : Monsieur Lucky (ラッキーさん, Rakki-san?) de Kon Ichikawa
- 1952 : Divorce (離婚, Rikon?) de Masahiro Makino
- 1952 : Les Jeunes Gens (若い人, Wakai hito?) de Kon Ichikawa
- 1952 : Un amour pur de Carmen (カルメン純情す, Karumen junjō su?) de Keisuke Kinoshita
- 1954 : Le Protégé de la compagnie I (坊ちゃん社員, Botchan shain?) de Kajirō Yamamoto
- 1954 : Le Protégé de la compagnie II (続坊ちゃん社員, Zoku botchan shain?) de Kajirō Yamamoto
- 1955 : Yagate aozora (やがて青空?) de Motoyoshi Oda
- 1955 : La Haine des yeux bridés (Three Stripes in the Sun) de Richard Murphy
- 1956 : Vampire Moth (吸血蛾, Kyuketsuki-ga?) de Nobuo Nakagawa
- 1957 : Élégie du Nord (晩歌, Banka?) de Heinosuke Gosho
- 1957 : Escapade au Japon (Escapade in Japan) d'Arthur Lubin
- 1957 : Espionnage à Tokyo (en) (Stopover Tokyo) de Richard L. Breen
- 1957 : Joe Butterfly de Jesse Hibbs

#### Années 1960
- 1962 : Ma geisha (My Geisha) de Jack Cardiff
- 1965 : Lord Jim de Richard Brooks

### Comme réalisateur
- 1953 : Totsugu koyoi ni (嫁ぐ今宵に?) (+ scénariste)
- 1953 : Okāsan no kekkon (お母さんの結婚?)
- 1953 : Junjō shain (純情社員?)
- 1957 : Hayaku kaette-ko (早く帰ってコ?)
- 1957 : Tōkyō dayo okāsan (東京だヨおッ母さん?)